# Jan Kuehnemund
Janice Lynn Kuehnemund (Saint Paul, Minnesota, Estados Unidos; 18 de noviembre de 1962 - Colorado Springs, Colorado, Estados Unidos; 10 de octubre de 2013) fue una músico estadounidense, conocida por haber sido la guitarrista y fundadora de la banda de glam metal Vixen.

## Biografía
Inició su carrera como guitarrista en 1971 cuando en la escuela secundaria la banda Lemon Pepper, aunque su carrera profesional comenzó en 1980 cuando fundó la banda de hard rock y glam metal Vixen. A finales de la década de los ochenta recibieron un éxito notable en la escena glam gracias a los discos Vixen y Rev It Up, que les permitió girar como banda de apoyo de Scorpions, Bon Jovi, Kiss y Deep Purple, entre otros. En 1991 y debido al cambio musical de la industria estadounidense, decidió separar la banda.
En 1999 y luego que Roxy Petrucci refundara la banda sin su autorización, demandó a la baterista por infracción a sus derechos de autor, que provocó la segunda separación de la agrupación. En 2001 decidió refundar Vixen junto a Roxy y a Janet Gardner, pero los problemas entre ellas nuevamente provocó la salida de las últimas dos. Hasta el día de su muerte, Jan era la única de la alineación más exitosa en permanecer en la banda.
El jueves 10 de octubre de 2013, a través de la página oficial de la banda en Facebook, anunciaron su fallecimiento luego de batallar contra un cáncer que se le diagnosticó a finales de 2012.

## Discografía
- 1988: Vixen
- 1990: Rev It Up
- 2006: Live & Learn
- 2006: Extended Versions (álbum en vivo)

## Filmografía
- 1983: Hardbodies (Guitarrista de "Diaper rash")[4]
- 1996: Bad Business (Secretaria de Charlie)[5]